# Sonate K. 149
La sonate K. 149 (F.99/L.93) en la mineur est une œuvre pour clavier du compositeur italien Domenico Scarlatti.

## Présentation
La sonate en la mineur K. 149, notée Allegro à . Avec la sonate précédente qui ouvre le tome un du manuscrit de Venise, Scarlatti commence une nouvelle série d'œuvres radicalement différentes des précédentes. Plus courtes et plus simples, elles répondent à la promesse du compositeur dans sa préface des Essercizi où il écrit : « et plus volontiers alors obéirai-je à d'autres ordres de te complaire par un style plus facile et plus varié ». Les vingt-neuf sonates (le no 29 du volume I, étant une copie de la K. 129 figurant déjà dans le volume XV, de 1749) sont groupées tant à Venise qu'à Parme où l'index les titre toccata.
« Toute cette œuvre semble imprégnée d'un esprit intimiste qui convient parfaitement à la sonorité chaude du piano-forte ». C'est ce que pense Ralph Kirkpatrick, qui évoque cette sonate en exemple d'une conception pour cet instrument, bien que la transition clavecin-piano soit « pratiquement imperceptible », même chez les viennois. Cependant : « Les basses n'ont pas cette vivacité cette couleur auxquelles il nous a habitué. Au clavecin, elles paraissent inertes et dépourvues d'harmoniques, comme un continuo sans réalisation ».
Le manuscrit principal est le numéro 2 du volume I de Venise (1752), copié pour Maria Barbara ; l'autre est Parme I 2.

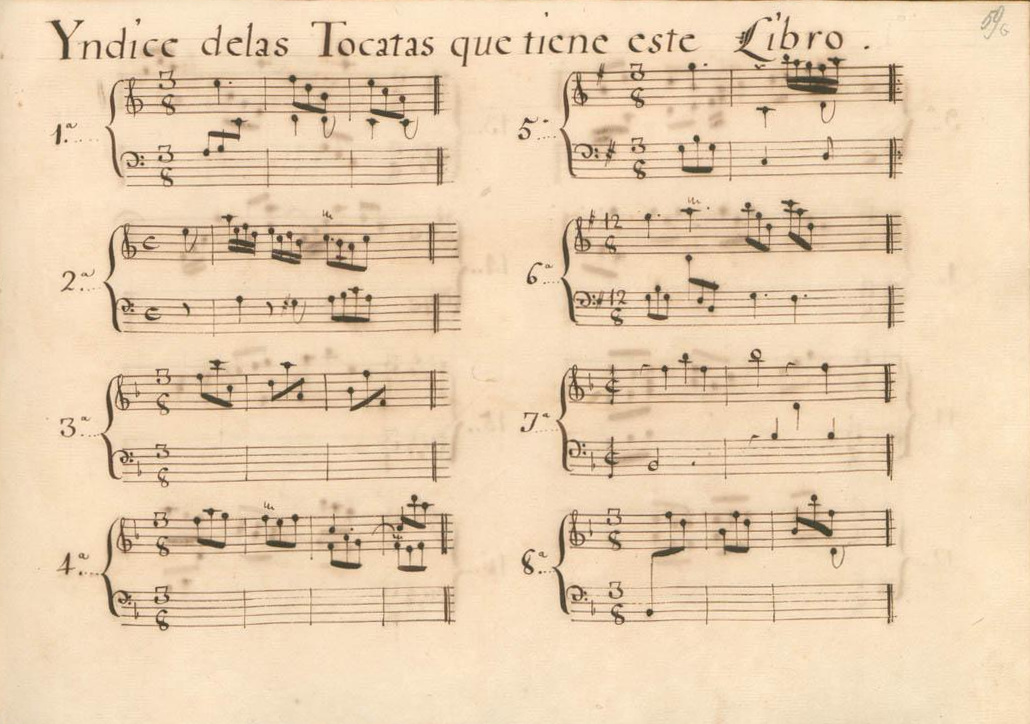
Première page de l'index volume I de Parme.
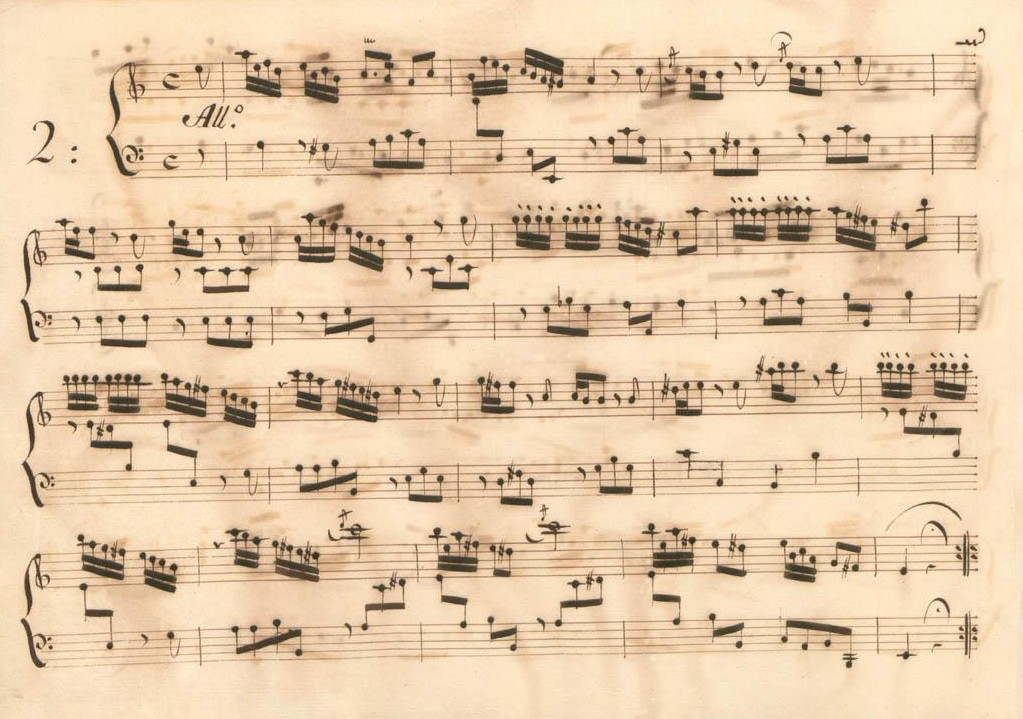
Parme I 2.
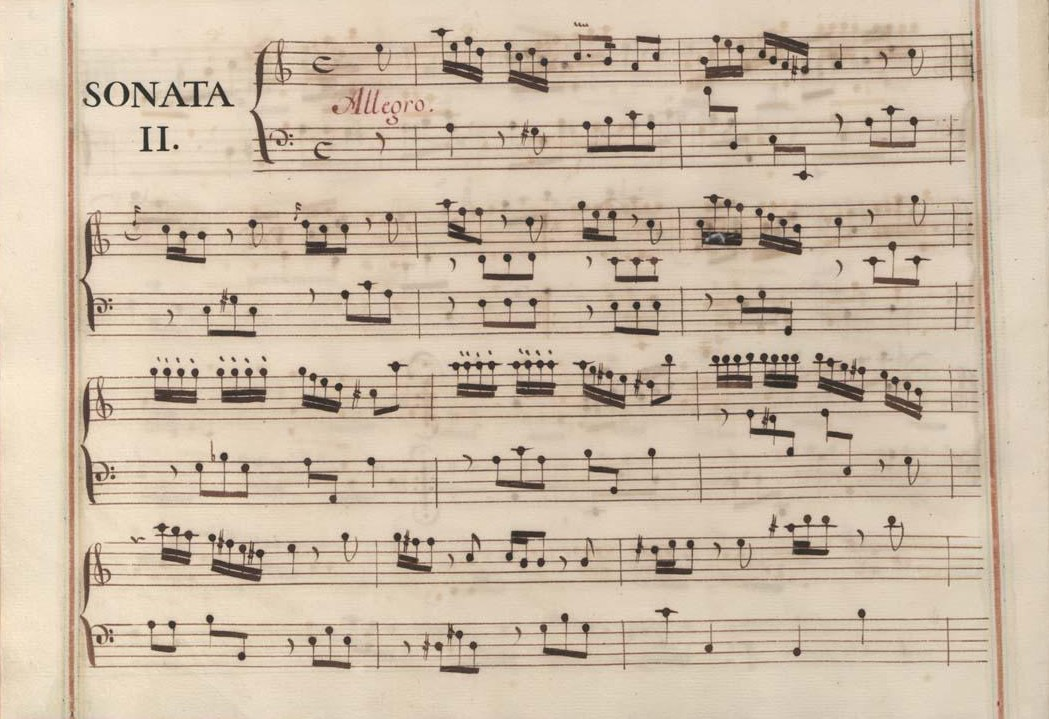
Venise I 2.

## Interprètes
La sonate K. 149 est défendue au piano notamment par Gottlieb Wallisch (2007, Naxos, vol. 11), Carlo Grante (2009, Music & Arts, vol. 1), Pi-hsien Chen (en) (2012, Hat Now ART) Andrea Bacchetti (2013, RCA), Anne Queffélec (2014, Mirare) et Maria Walzer 2014, Orlando) ; au clavecin, outre Scott Ross (Erato, 1985), Richard Lester (2001, Nimbus, vol. 1) et Frédérick Haas (2016, Hitasura).
L'œuvre est souvent jouée à la guitare, notamment par Roberto Aussel (2005, Æon) et Thibault Cauvin (2013, Sony). Cristina Bianchi l'enregistre à la harpe (2019, Oehms) et Marco Ruggeri (2006, MV Cremona) à l'orgue.

## Sources
: document utilisé comme source pour la rédaction de cet article.
- Ralph Kirkpatrick (trad. de l'anglais par Dennis Collins), Domenico Scarlatti, Paris, Lattès, coll. « Musique et Musiciens », 1982 (1re éd. 1953 (en)), 493 p. (OCLC 954954205, BNF 34689181).
- Alain de Chambure, « Domenico Scarlatti : Intégrale des sonates — Scott Ross », p. 219, Erato (2564-62092-2), 1985 (OCLC 891183737) .
- François-René Tranchefort (dir.), Guide de la musique de piano et de clavecin, Paris, Fayard, coll. « Les Indispensables de la musique », 1987, 869 p. (ISBN 978-2-213-01639-9, OCLC 17967083), p. 641.